# Lyciasalamandra irfani
Espèce
Lyciasalamandra irfani est une espèce d'urodèles de la famille des Salamandridae. 

## Répartition
Cette espèce est endémique de la province d'Antalya en Turquie. Elle se rencontre aux environs de 280 m d'altitude dans le canyon de Göynük.

## Description
L'holotype mesure 121 mm.

## Étymologie
Cette espèce est nommée en l'honneur d'Irfan Göçmen (1920-1994), le père de Bayram Göçmen, un des descripteurs de l'espèce.

## Publication originale
- (en) Bayram Göçmen, Hüseyin Arikan et Deniz Yalçinkaya, « A new Lycian Salamander, threatened with extinction, from the Göynük Canyon (Antalya, Anatolia), Lyciasalamandra irfani n. sp. (Urodela: Salamandridae) », North-western Journal of Zoology Romania, vol. 7, no 1,‎ juin 2011, p. 151-160 (ISSN 1584-9074, e-ISSN 1843-5629, lire en ligne).